# Tio Bilia
Antônio Soares de Oliveira, o Tio Bilia (Santo Ângelo, 5 de agosto de 1906 — 19 de agosto de 1991) , foi um compositor e gaiteiro brasileiro conhecido como Rei da Oito Baixos.
Autodidata, começou a tocar aos 10 anos, no interior do atual município de Entre-Ijuís. Aprendeu a dedilhar o instrumento sozinho, ouvindo outros gaiteiros como José Lemos da Fonseca e Tertuliano José de Queiroz. Apesar de ter se tornado famoso só na década de 1950, Tio Bilia já animava desde os quatorze anos de idade.
Até os 85 anos, quando morreu, gravou 111 músicas. Gravou seu primeiro LP, o Baile Gaúcho, com Virgilio Pinheiro e seu conjunto. No bairro Pippi, em Santo Ângelo, uma escultura de três metros de altura foi erguida em sua homenagem. Foi uma das grandes raízes da cultura gaúcha.

## Alguns de seus discos
- Tio Bilia - Baile Gaúcho - Volume 01 - com Tio Bilia e Virgílio Pinheiro - 1968
- Tio Bilia e Arnóbio Bilia - Encontro de Pai e Filho - Volume 02 - 1981
- Tio Bilia - Baile Gaúcho - Volume 04 - 1978
- Tio Bilia - Baile Gaúcho - Volume 05 - 1980
- Tio Bilia - Baile Gaúcho - Volume 06 - 1982
- Tio Bilia - Encontro de Gerações - 1993
- Tio Bilia - Encontro de Gerações - Vol. III
- Tio Bilia e Arnóbio Bilia - Encontro de Pai e Filho - Volume 01 - 1979
- Tio Bilia e Arnóbio Bilia - Encontro de Pai e Filho - Volume 02 - 1981
- Tio Bilia e Arnóbio Bilia - Encontro de Pai e Filho - Volume 03